# Anne-Marie von Dänemark
Anne-Marie Dagmar Ingrid von Dänemark (* 30. August 1946 auf Schloss Amalienborg in Kopenhagen) war als Gattin Konstantins II. von 1964 bis 1973 Königin der Hellenen.

## Biographie
Anne-Marie ist die Tochter von König Friedrich IX. aus dem Haus Oldenburg und Prinzessin Ingrid von Schweden. Sie heiratete am 18. September 1964 in Athen König Konstantin II., der von 1964 bis 1973 König von Griechenland war. Beide Eheleute stammten sowohl von Königin Victoria als auch von Christian IX. von Dänemark ab und waren daher entfernt verwandt. Das Königspaar lebte von 1967 bis zu seiner Rückkehr nach Griechenland im Jahr 2013 im Exil.
Anne-Marie ist die Schwester von Königin Margrethe II. von Dänemark (* 1940) und von Prinzessin Benedikte zu Sayn-Wittgenstein-Berleburg (* 1944). Anne-Marie ist auch die Schwägerin von Königin Sophia von Spanien, Cousine ersten Grades von König Carl XVI. Gustaf von Schweden und Cousine zweiten Grades von König Harald V. von Norwegen.

## Ahnentafel
| Ahnen- und Nachkommentafel: Anne-Marie von Dänemark und Griechenland                                 | Ahnen- und Nachkommentafel: Anne-Marie von Dänemark und Griechenland                                                                                          | Ahnen- und Nachkommentafel: Anne-Marie von Dänemark und Griechenland                                                                                          | Ahnen- und Nachkommentafel: Anne-Marie von Dänemark und Griechenland | Ahnen- und Nachkommentafel: Anne-Marie von Dänemark und Griechenland | Ahnen- und Nachkommentafel: Anne-Marie von Dänemark und Griechenland                                                                              | Ahnen- und Nachkommentafel: Anne-Marie von Dänemark und Griechenland                                                                              | Ahnen- und Nachkommentafel: Anne-Marie von Dänemark und Griechenland                                               | Ahnen- und Nachkommentafel: Anne-Marie von Dänemark und Griechenland                                             |
| --- | --- | --- | --- | --- | --- | --- | --- | --- |
| Ururgroßeltern                                                                                       | König Christian IX. (1818–1906) ⚭ 1842 Prinzessin Luise von Hessen (1817–1898)                                                                                | König Karl XV. (Schweden) (1826–1872) ⚭ 1850 Prinzessin Luise von Oranien-Nassau (1828–1871)                                                                  | Großherzog Friedrich Franz II. (Mecklenburg) (1823–1883) ⚭ 1849 Prinzessin Auguste Reuß zu Schleiz-Köstritz (1822–1862)                                                        | Großfürst Michael Nikolajewitsch Romanow (1832–1909) ⚭ 1875 Prinzessin Cäcilie von Baden (1839–1891)                                                                           | König Oskar II. (Schweden) (1829–1907) ⚭ 1857 Prinzessin Sophia von Nassau (1836–1913)                                                            | Großherzog Friedrich I. von Baden (1826–1907) ⚭ 1856 Prinzessin Luise von Preußen (1838–1923)                                                     | Prinz Albert von Sachsen-Coburg und Gotha (1819–1861) ⚭ 1840 Königin Victoria (Vereinigtes Königreich) (1819–1901) | Prinz Friedrich Karl Nikolaus von Preußen (1828–1885) ⚭ 1854 Prinzessin Maria Anna von Anhalt-Dessau (1837–1906) |
| Urgroßeltern                                                                                         | König Friedrich VIII. (Dänemark) (1843–1912) ⚭ 1869 Prinzessin Luise von Schweden (1851–1926)                                                                 | König Friedrich VIII. (Dänemark) (1843–1912) ⚭ 1869 Prinzessin Luise von Schweden (1851–1926)                                                                 | Großherzog Friedrich Franz III. (Mecklenburg) (1851–1897) ⚭ 1879 Großfürstin Anastasia Michailowna Romanowa (1860–1922)                                                        | Großherzog Friedrich Franz III. (Mecklenburg) (1851–1897) ⚭ 1879 Großfürstin Anastasia Michailowna Romanowa (1860–1922)                                                        | König Gustav V. (Schweden) (1858–1950) ⚭ 1881 Prinzessin Viktoria von Baden (1862–1930)                                                           | König Gustav V. (Schweden) (1858–1950) ⚭ 1881 Prinzessin Viktoria von Baden (1862–1930)                                                           | Herzog Arthur Wilhelm von Connaught (1850–1942) ⚭ 1879 Prinzessin Luise Margareta von Preußen (1860–1917)          | Herzog Arthur Wilhelm von Connaught (1850–1942) ⚭ 1879 Prinzessin Luise Margareta von Preußen (1860–1917)        |
| Großeltern                                                                                           | König Christian X. (1870–1947) ⚭ 1898 Herzogin Alexandrine von Mecklenburg-Schwerin (1879–1952)                                                               | König Christian X. (1870–1947) ⚭ 1898 Herzogin Alexandrine von Mecklenburg-Schwerin (1879–1952)                                                               | König Christian X. (1870–1947) ⚭ 1898 Herzogin Alexandrine von Mecklenburg-Schwerin (1879–1952)                                                                                | König Christian X. (1870–1947) ⚭ 1898 Herzogin Alexandrine von Mecklenburg-Schwerin (1879–1952)                                                                                | König Gustav VI. Adolf (Schweden) (1882–1973) ⚭ 1905 Prinzessin Margaret von Connaught (1882–1920)                                                | König Gustav VI. Adolf (Schweden) (1882–1973) ⚭ 1905 Prinzessin Margaret von Connaught (1882–1920)                                                | König Gustav VI. Adolf (Schweden) (1882–1973) ⚭ 1905 Prinzessin Margaret von Connaught (1882–1920)                 | König Gustav VI. Adolf (Schweden) (1882–1973) ⚭ 1905 Prinzessin Margaret von Connaught (1882–1920)               |
| Eltern                                                                                               | König Friedrich IX. (Dänemark) (1899–1972) ⚭ 1935 Prinzessin Ingrid von Schweden (1910–2000)                                                                  | König Friedrich IX. (Dänemark) (1899–1972) ⚭ 1935 Prinzessin Ingrid von Schweden (1910–2000)                                                                  | König Friedrich IX. (Dänemark) (1899–1972) ⚭ 1935 Prinzessin Ingrid von Schweden (1910–2000)                                                                                   | König Friedrich IX. (Dänemark) (1899–1972) ⚭ 1935 Prinzessin Ingrid von Schweden (1910–2000)                                                                                   | König Friedrich IX. (Dänemark) (1899–1972) ⚭ 1935 Prinzessin Ingrid von Schweden (1910–2000)                                                      | König Friedrich IX. (Dänemark) (1899–1972) ⚭ 1935 Prinzessin Ingrid von Schweden (1910–2000)                                                      | König Friedrich IX. (Dänemark) (1899–1972) ⚭ 1935 Prinzessin Ingrid von Schweden (1910–2000)                       | König Friedrich IX. (Dänemark) (1899–1972) ⚭ 1935 Prinzessin Ingrid von Schweden (1910–2000)                     |
| Prinzessin Anne-Marie von Dänemark (* 1946) ⚭ 1964 König Konstantin II. von Griechenland (1940–2023) | | | | | | | | |
| Kinder                                                                                               | Prinzessin Alexia von Griechenland und Dänemark; griechisch Alexía von Griechenland und Dänemark (* 10. Juli 1965) ⚭ 1999 Carlos Morales Quintana (* 1970)    | Prinzessin Alexia von Griechenland und Dänemark; griechisch Alexía von Griechenland und Dänemark (* 10. Juli 1965) ⚭ 1999 Carlos Morales Quintana (* 1970)    | Kronprinz Paul von Griechenland, griechisch Pavlos von Griechenland; Prinz von Dänemark (* 20. Mai 1967) ⚭ 1995 Marie-Chantal Miller (* 17. September 1968)                    | Kronprinz Paul von Griechenland, griechisch Pavlos von Griechenland; Prinz von Dänemark (* 20. Mai 1967) ⚭ 1995 Marie-Chantal Miller (* 17. September 1968)                    | Nikolaos von Griechenland (* 1. Oktober 1969) 1. ⚭ 2010–2024 Tatiana Ellinka Blatnik (* 27. August 1980); 2. ⚭ 2025 Chrysi Vardinogianni (* 1981) | Nikolaos von Griechenland (* 1. Oktober 1969) 1. ⚭ 2010–2024 Tatiana Ellinka Blatnik (* 27. August 1980); 2. ⚭ 2025 Chrysi Vardinogianni (* 1981) | Prinzessin Theodora von Griechenland und Dänemark (* 9. Juni 1983)                                                 | Philippos von Griechenland (* 26. April 1986) ⚭ 2021 Nina Nastassja Flohr (* 22. Januar 1987)                    |
| Enkel                                                                                                | - Arrietta Morales y de Grecia (* 2002) - Anna-Maria Morales y de Grecia (* 2003) - Carlos Morales y de Grecia (* 2005) - Amelia Morales y de Grecia (* 2007) | - Arrietta Morales y de Grecia (* 2002) - Anna-Maria Morales y de Grecia (* 2003) - Carlos Morales y de Grecia (* 2005) - Amelia Morales y de Grecia (* 2007) | - Prinzessin Maria-Olympia (* 1996) - Prinz Konstantinos-Alexios (* 1998) - Prinz Achileas-Andreas (* 2000) - Prinz Odysseas-Kimon (* 2004) - Prinz Aristidis Stavros (* 2008) | - Prinzessin Maria-Olympia (* 1996) - Prinz Konstantinos-Alexios (* 1998) - Prinz Achileas-Andreas (* 2000) - Prinz Odysseas-Kimon (* 2004) - Prinz Aristidis Stavros (* 2008) | | | | |

## Titel
- Ihre königliche Hoheit Prinzessin Anne-Marie von Dänemark (1946–1953)

(dänisch: H.K.H. prinsesse Anne-Marie af Danmark)
(englisch: Her Royal Highness Princess Anne-Marie of Denmark)
- Ihre königliche Hoheit Prinzessin Anne-Marie zu Dänemark (1953–1964)

(dänisch: H.K.H. prinsesse Anne-Marie til Danmark)
(englisch: Her Royal Highness Princess Anne-Marie of Denmark)
- Ihre Majestät die Königin der Hellenen (1964–1973/74)

(dänisch: H.M Dronning Anna-Marie af Grækenland, Hellenernes dronning, prinsesse af Danmark)
(englisch: Her Majesty The Queen of the Hellenes)
- Ihre Majestät Königin Anne-Marie von Griechenland, Prinzessin von Dänemark (seit 1973/74, außerhalb von Griechenland verwendet)

(dänisch: H.M Dronning Anna-Marie af Grækenland, Hellenernes dronning, prinsesse af Danmark)
(englisch: Her Majesty Queen Anne-Marie of Greece, Princess of Denmark)
- Anna-Maria de Grecia (in Griechenland seit 2003 verwendet)